# Rheinardia ocellata

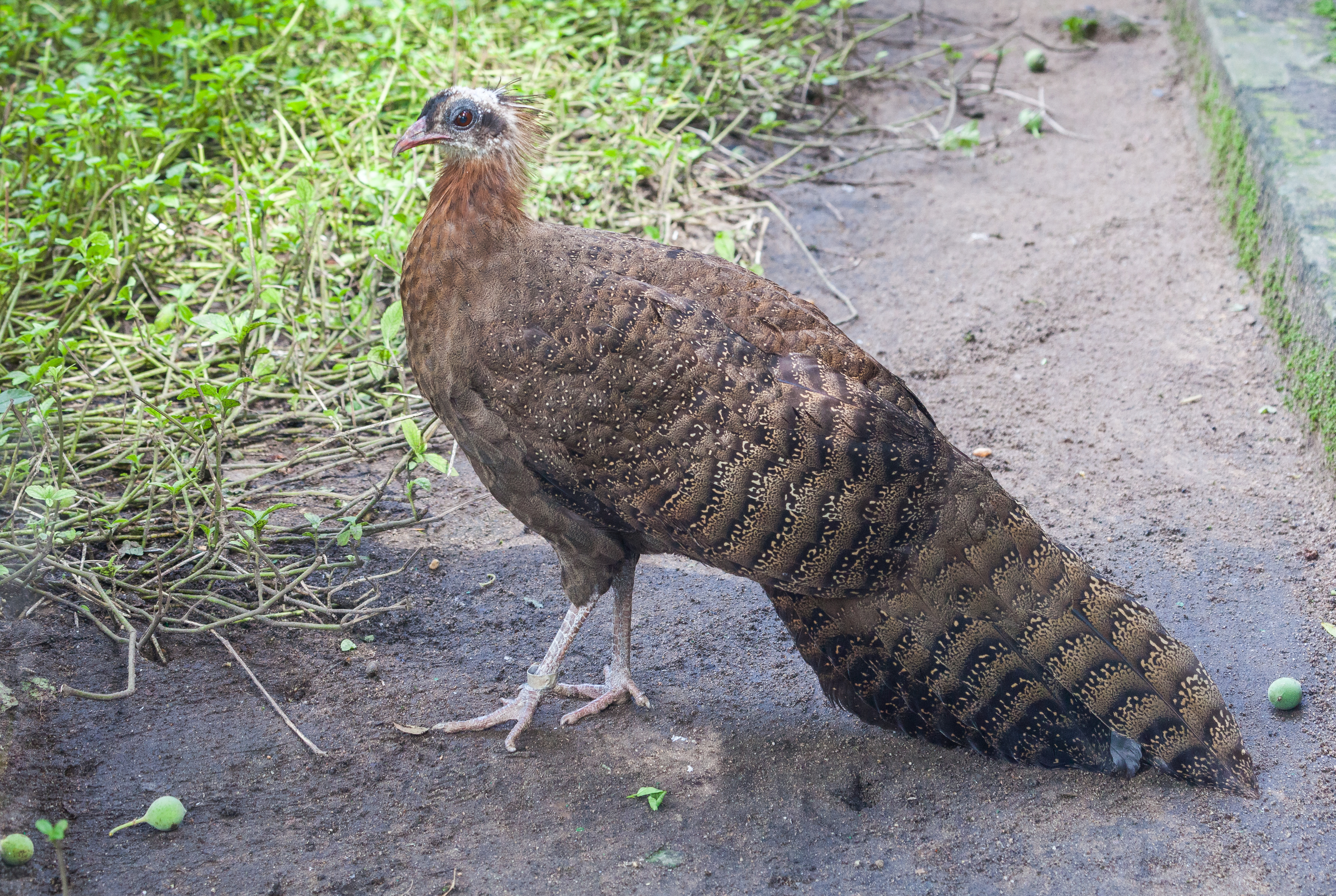
Femmina allo zoo di Ho Chi Minh.

L'argo crestato (Rheinardia ocellata (D. G. Elliot, 1871)), noto anche come rainardo ocellato, unica specie del genere Rheinardia Maingonnat, 1882, è un uccello della famiglia dei Fasianidi.

## Descrizione

### Dimensioni
Il maschio adulto può raggiungere, coda compresa, una lunghezza di 239 cm; le sole penne centrali della coda possono raggiungere i 173 cm di lunghezza e i 20 cm di larghezza.

### Aspetto
La testa è relativamente piccola con delle piume filiformi ed erettili che nel maschio formano una cresta che si estende sulla parte posteriore del vertice e la parte anteriore della nuca. Le ali arrotondate appaiono piuttosto modeste rispetto alle dimensioni dell'animale. La coda, compressa e graduata, è formata da dodici rettrici, la cui coppia centrale, costituita da piume molto lunghe e larghe, ha una lunghezza pari a circa cinque volte quella delle rettrici esterne. Le zampe sono corte, sottili e prive di sperone, nonostante tale struttura sia talvolta presente su una sola zampa in alcuni soggetti. Il becco è rosa, più chiaro all'estremità (più marrone nelle femmine). I lati della testa sono parzialmente privi di piume, e lasciano esposta una pelle nuda di colore blu-ardesia. L'iride è marrone e le zampe sono rosa-brunastre.
Nel maschio adulto, la parte centrale del vertice e le copritrici auricolari sono grigio-brunastre. Il sopracciglio, molto lungo, è di colore biancastro o bianco-camoscio, e spesso si estende fino alla nuca. Il mento e la gola sono grigi e divengono biancastri sulle guance. Il collo è castano. Le piume delle ali e del mantello sono marrone scuro, fortemente chiazzate di nero e camoscio, ma più chiare sul dorso e sulle terziarie. Le quattro rettrici centrali della coda sono grigio chiaro, con sfumature castane sui bordi, pesantemente ricoperte di macchie bianche e castane con il centro nero. Le altre rettrici divengono sempre più scure e più corte man mano che si procede verso l'esterno. La femmina adulta si differenzia dal maschio per avere la testa più marrone e più opaca, nonché la cresta più corta. Le piume che ricoprono il corpo sono di colore marrone chiaro, vermicolate di marrone con dei sottili motivi camoscio. Le parti superiori, in particolare le ali e la coda, sono nettamente striate di nero. La coda è considerevolmente più corta di quella del maschio. I giovani somigliano alle femmine. Ciononostante i sessi si differenziano rapidamente, in quanto i giovani maschi acquisiscono gli attributi propri del loro sesso già a partire dalla prima muta. Tuttavia, la loro coda rimane molto corta e raggiunge il suo pieno sviluppo solo a partire dai 5 o 6 anni.
Esiste una sottospecie distinta da quella nominale, denominata Rheinardia ocellata nigriscens, che vive nella penisola malese; in essa la cresta è più lunga (85 mm) e più bianca. Questa forma ha il petto di colore più scuro e più regolarmente macchiato. Il sopracciglio e la gola sono di colore camoscio chiaro, diversamente da quelli rispettivamente bianco e grigio chiaro della sottospecie nominale. La femmina presenta una colorazione più vivace, segni neri più sottili e parti inferiori più chiare.

### Voce
Gli argo crestati emettono due tipi di richiamo: il primo, corto e trisillabico, è un oo-kia-wau, la cui prima sillaba è lenta e crescente e le due seguenti sono più veloci e risonanti. Può essere ripetuto da 1 a 8 volte. Il secondo richiamo, ki-iau, più lungo e formato da due sillabe, può essere ripetuto da 8 a 17 volte. È introdotto da una singola nota oo, bassa e soffocata, all'inizio della serie. Secondo Davison, i due tipi di richiamo hanno utilizzi del tutto differenti: il primo viene emesso dai maschi sulle arene nuziali o sul posatoio notturno, mentre il secondo è utile in altre circostanze (allarme o risposta a un altro partner).

## Biologia
Gli argo crestati sono uccelli timidi e riservati che si rifugiano nel fitto della foresta al minimo segno di pericolo. Ostacolati dalla lunga coda, sono riluttanti a prendere il volo e preferiscono lanciarsi in lunghe corse. Vanno in cerca di cibo in un modo molto simile a quello dell'argo maggiore. Gli argo crestati vengono per lo più individuati dal richiamo che emettono durante il periodo della riproduzione. La loro presenza è confermata dall'esistenza di arene nuziali ben curate.
Fatta eccezione per il periodo in cui la chioccia alleva i suoi pulcini, l'argo crestato conduce un'esistenza solitaria. Poco prima della nidificazione, i maschi hanno un comportamento ferocemente territoriale e difendono la loro arena nuziale dall'intrusione di qualsiasi concorrente, sia della stessa specie o meno. Nel corso della parata nuziale, il maschio si installa al centro dell'arena nuziale che ha precedentemente ripulito, con la cresta sollevata e le piume del collo e della gola arruffate. Rimane immobile emettendo dei richiami per lunghi minuti. Quando si presenta una femmina, ingaggia una parata laterale che consiste, sempre tenendo la cresta sollevata, nell'avvicinarsi alla partner spiegando la coda, abbassando le ali e la testa mentre il collo viene esteso tutto in avanti e l'intero piumaggio viene fatto vibrare.

### Alimentazione
L'argo crestato ha un'alimentazione mista. Si nutre di cimici, di insetti (soprattutto di formiche e di grilli) e occasionalmente di anfibi. Tuttavia nel 90% delle deiezioni sono presenti anche resti di vegetali: fibre, frammenti o piccioli di felci, radici, frutta, foglie e bacche.

### Riproduzione
In natura, gli argo crestati sembrano essere poligami. I maschi iniziano il corteggiamento molto presto, in gennaio-febbraio, nelle arene nuziali o piste da ballo che riutilizzano da una stagione all'altra. Queste sono spazi pianeggianti, prive di ogni ostacolo (tronco o pietra), che vengono ripulite meticolosamente da qualsiasi tipo di oggetto vegetale al fine di poter eseguire i rituali della parata nuziale. La pulizia della zona ha inizio poco tempo prima della stagione della riproduzione e l'arena viene abbandonata subito dopo fino alla stagione successiva. La superficie di quest'area dipende dal vigore del maschio. Essa misura in media 19,5 m². Anche se non è stato ancora rinvenuto nessun nido nell'ambiente naturale, e nonostante le parate nuziali inizino piuttosto presto, le femmine non depongono prima di marzo-aprile. In cattività, la covata è costituita da due uova color camoscio-rossastro finemente macchiate di bruno-violetto. Il nido è situato leggermente in alto e l'incubazione dura da 24 a 25 giorni. Durante i primi giorni di vita i pulcini vengono imbeccati. Imparano presto a volare e la notte si appollaiano in compagnia della madre, già a partire dalla prima settimana.

## Distribuzione e habitat
In linea di principio, gli argo crestati frequentano soprattutto le foreste primarie umide, ma sembrano in grado di adattarsi anche ad ambienti secondari purché non siano troppo disturbati. Soprattutto in Vietnam, possono essere osservati in numerose foreste secondarie, comprese quelle che hanno subito danni da diserbanti e defolianti. A seconda delle regioni, le due sottospecie si rinvengono ad altitudini molto differenti: il rainardo dell'Annam (sottospecie nominale), che non deve subire la concorrenza dell'argo maggiore a basse altitudini, vive generalmente tra i 100 e i 700 m, nonostante possa anche spingersi fino a 1500 m nel Laos e a 1900 m nell'altopiano di Dalat. Il rainardo della Malesia (sottospecie nigrescens), che è in competizione con l'argo maggiore, viene abbastanza comunemente respinto ad altitudini che variano tra gli 800 e i 1200 m, nelle foreste d'altitudine che segnano la zona di transizione tra le foreste di dipterocarpi e le foreste di montagna. L'areale del rainardo della Malesia è molto piccolo e ricade quasi esclusivamente entro i confini del parco nazionale di Taman Negara.

## Tassonomia
Jules Verreaux, tra il 1835 e il 1859, aveva studiato cinque penne caudali dall'aspetto singolare, di origine sconosciuta e conservate al museo di Parigi, e giunse alla conclusione che dovevano appartenere ad una specie non ancora descritta di fagiano argo. La battezzò semplicemente ocellatus, così come scrisse in un manoscritto. Fu Elliot, nel 1871, che battezzò scientificamente l'uccello Argus ocellatus, sempre a causa dei disegni presenti sulle rettrici. Bisogna tuttavia attendere il 1882 perché Maingonnat le assegnasse il nome Rheinardia ocellata in onore del comandante Rheinart (dell'armata francese in Annam dal 1880 al 1883), che aveva procurato il primo esemplare completo, seppur impagliato, al museo di Parigi. L'esemplare in questione era stato consegnato al comandante da un missionario dal cognome simile, padre Renaud. Da allora, sono state proposte altre varianti del nome generico, come Rheinartia, Rheinardius, Rheinartius, Rheinhardius, ecc. Delacour, nel 1983, segnalò che il nome originario Rheinardia andava più correttamente modificato in Rheinartia, ma, secondo il principio di priorità della nomenclatura, è stato stabilito che il giusto nome generico è Rheinardia.
Come già ricordato, ne esistono due sottospecie:
- R. o. ocellata (D. G. Elliot, 1871), diffusa nelle regioni centrali del Vietnam e in quelle orientali del Laos;
- R. o. nigrescens Rothschild, 1902, endemica delle regioni centrali della penisola malese.